# 舊奧爾日察

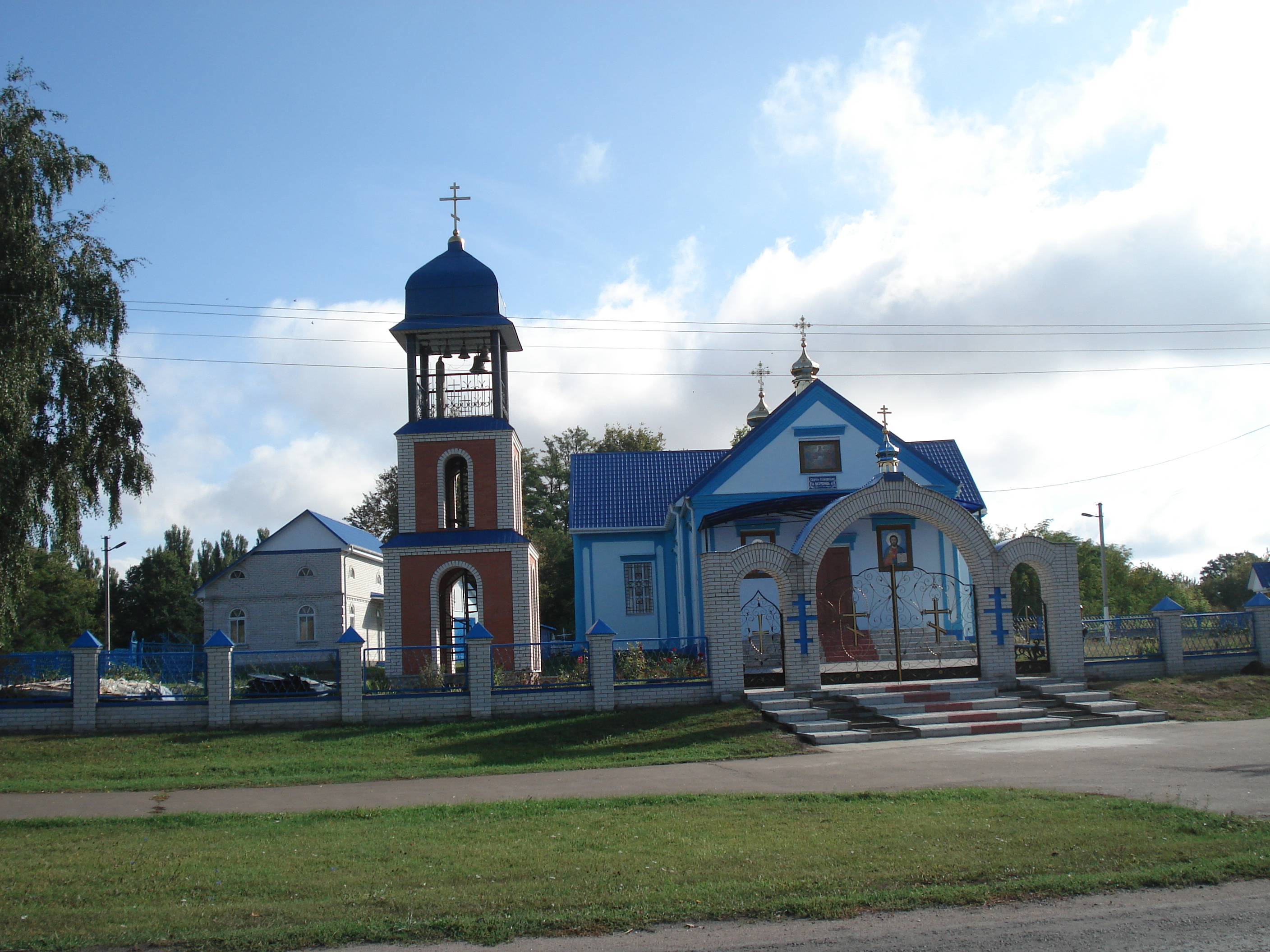

50°27′56″N 31°54′22″E / 50.46556°N 31.90611°E
舊奧爾日察（烏克蘭語：Стара Оржиця）是位於烏克蘭北部的村莊，由基辅州布羅瓦里區的茲胡里夫卡市鎮負責管轄。該村始建於1716年，面積5.21平方公里，海拔高度135米，2001年人口1,022。